# Szabzavár
Szabzavár, (perzsa nyelven: سبزوار), korábban Beyhagh néven volt ismert ("Beihagh", perzsa nyelven: بيهق), egy város Északkelet-Iránban, Szabzavár megyében, Razavi Khorasan tartományban, mintegy 220 km-re nyugatra a tartományi fővárostól, Mashhadtól. A 2006-os népszámláláson lakossága 208 172 volt 57.024 családban.
Szabzavár a szőlő és a mazsolát termelő mezőgazdasági terület kereskedelmi központja. Van kisipara, élelmiszer-feldolgozása, rézgyártása és elektromos motorgyártása. Szabzavár régi bazárán keresztül friss, szárított és konzervált gyümölcsöt, zöldséget exportálnak. A városnak Teheránnal és Mashhaddal közúti összeköttetése van. Repülőterén a belföldi összeköttetés biztosított.

## Története

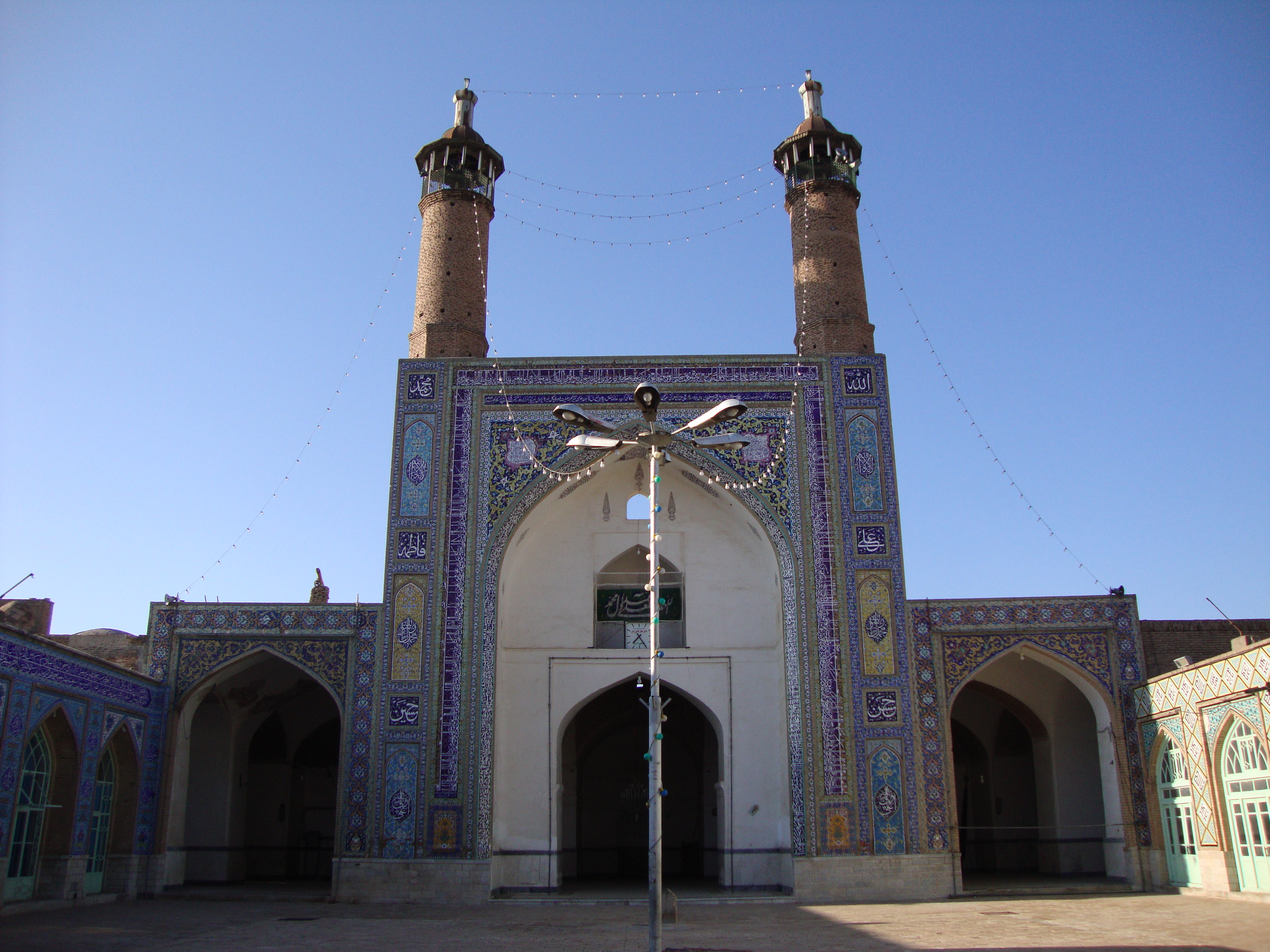

Szabzavár története az i. e. 1. évezredhez nyúlik vissza. Ókori maradványai közé tartozik az azarbarzin-tűz templom, amely máig látható. A város a régi időkben a karavánok kedvelt pihenőhelye volt.

## Nevezetességek
- Mil-e Khosrow Gerd (a Khosrau király tégla tornya) - a város legmagasabb tégla tornya
- Péntek mecset (Madzsid-i Dzsolmé) díszes főbejárata, valamint két magas minaretje

## Egyetemek
- A Szabzavár Orvostudományi Egyetem Khorasan tartomány egyik legrangosabb egyeteme. A MEDSAB 1975-ben alapított Sabzevar város legmagasabb felsőoktatási intézménye. A MEDSAB 20 programot kínál több mint 1200 hallgató számára. Ez az egyetem több mint 100 oktatóval rendelkezik. A MEDSAB ismertté vált az oktatás minőségének és programjainak gyors népszerűsítéséről, a MEDSAB kar pedig férfiakból és nőkből áll. A kar tagjai az egész országból és a világ minden tájáról érkezne. A MEDAB az orvostudományok és a biomérnöki tevékenység kombinációjáról ismert. Ebben az egyetemen 6 kórház és 4 iskola van.
- Az Iszlám Azad Egyetem Sabzevar (IAUS), 1985-ben alakult, válaszul növekvő igények a felsőoktatási központ a régióban; a bővítés és a fejlesztés az egyetemen folytatódott. Jelenleg körülbelül háromszáz egyetemi hallgató vesz részt három egyetemen.
- A város északi részén található a Hakim Sabzevari Egyetem, amely 1987-ben alakult.

## Galéria

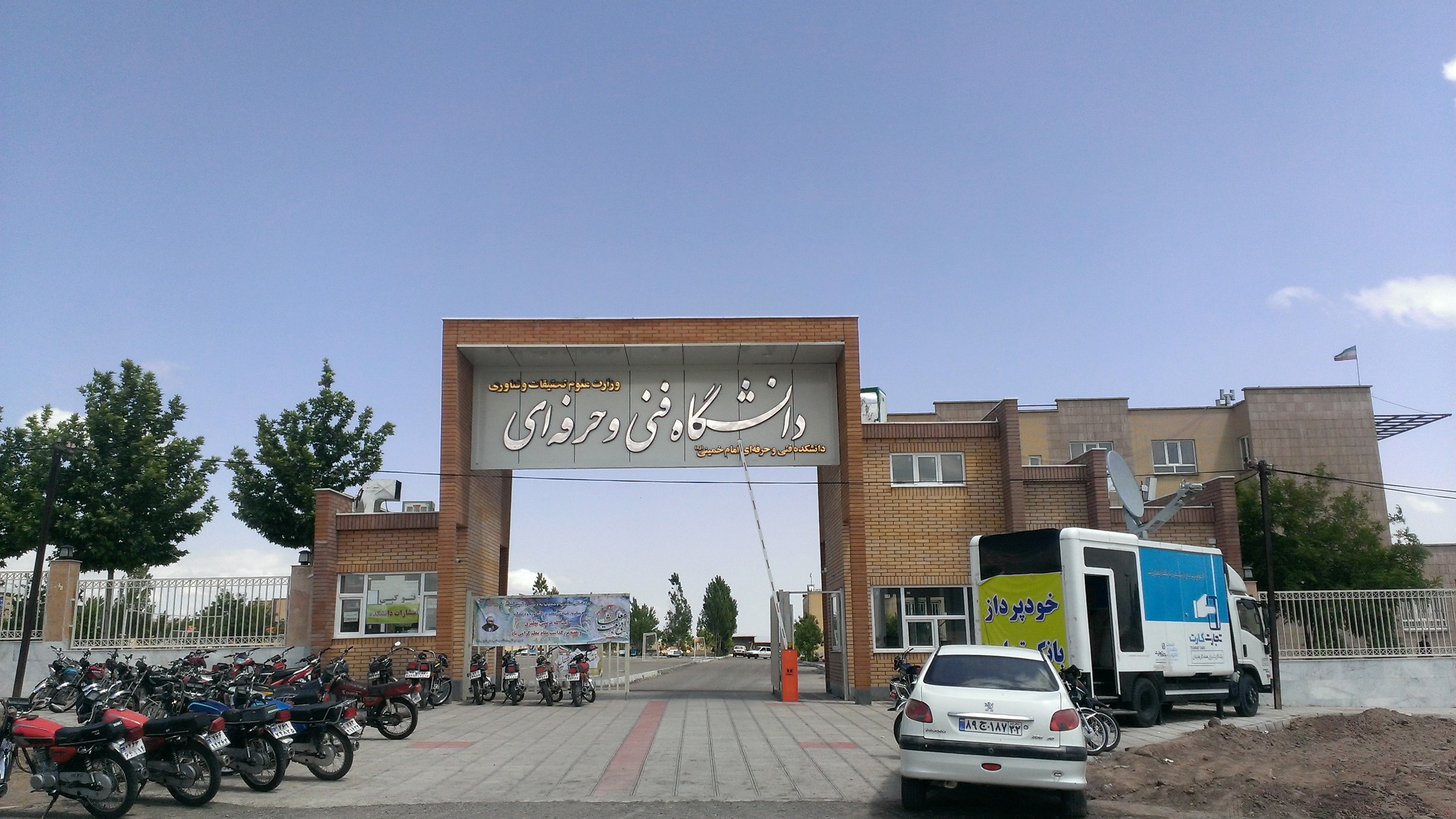
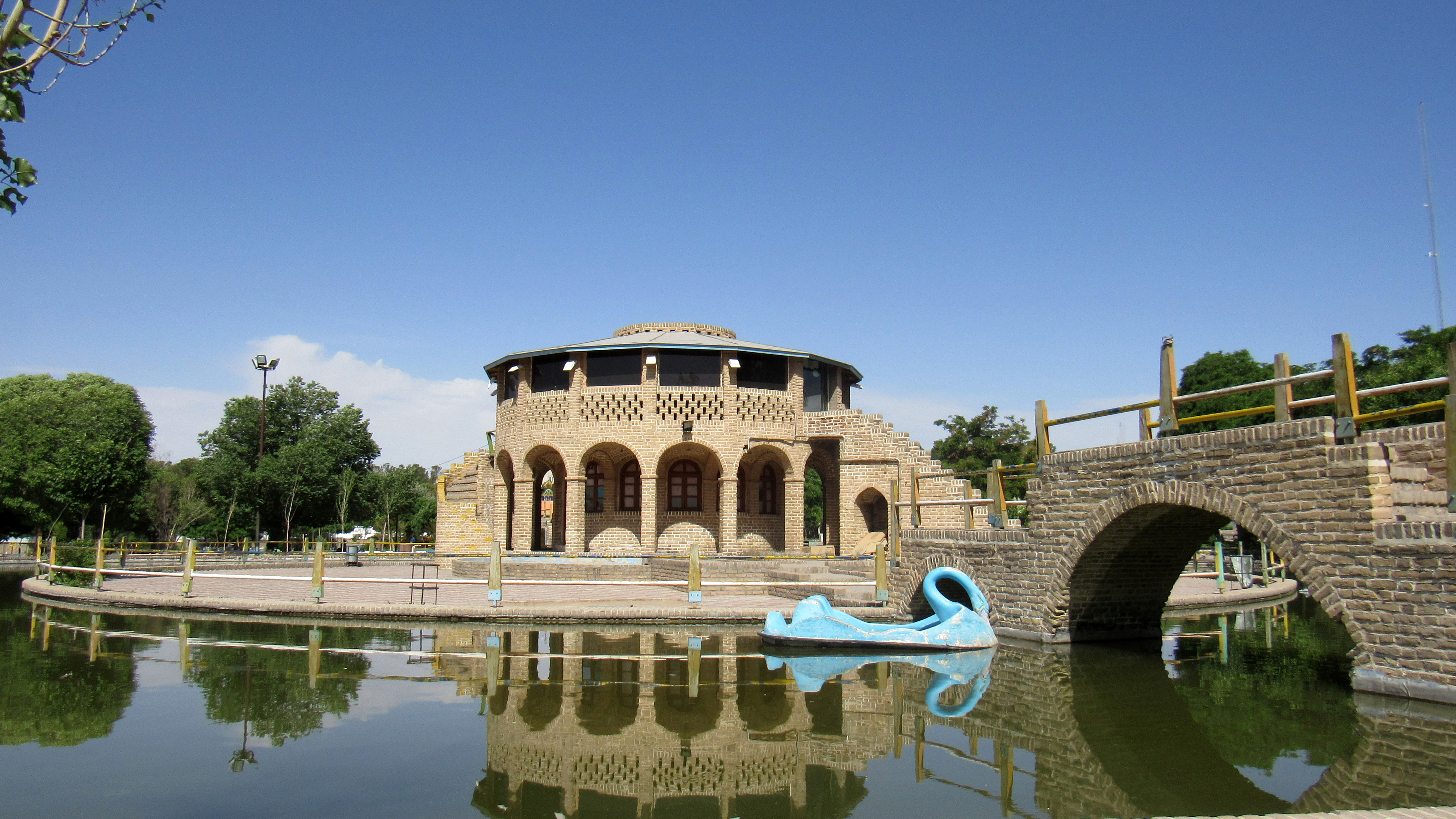
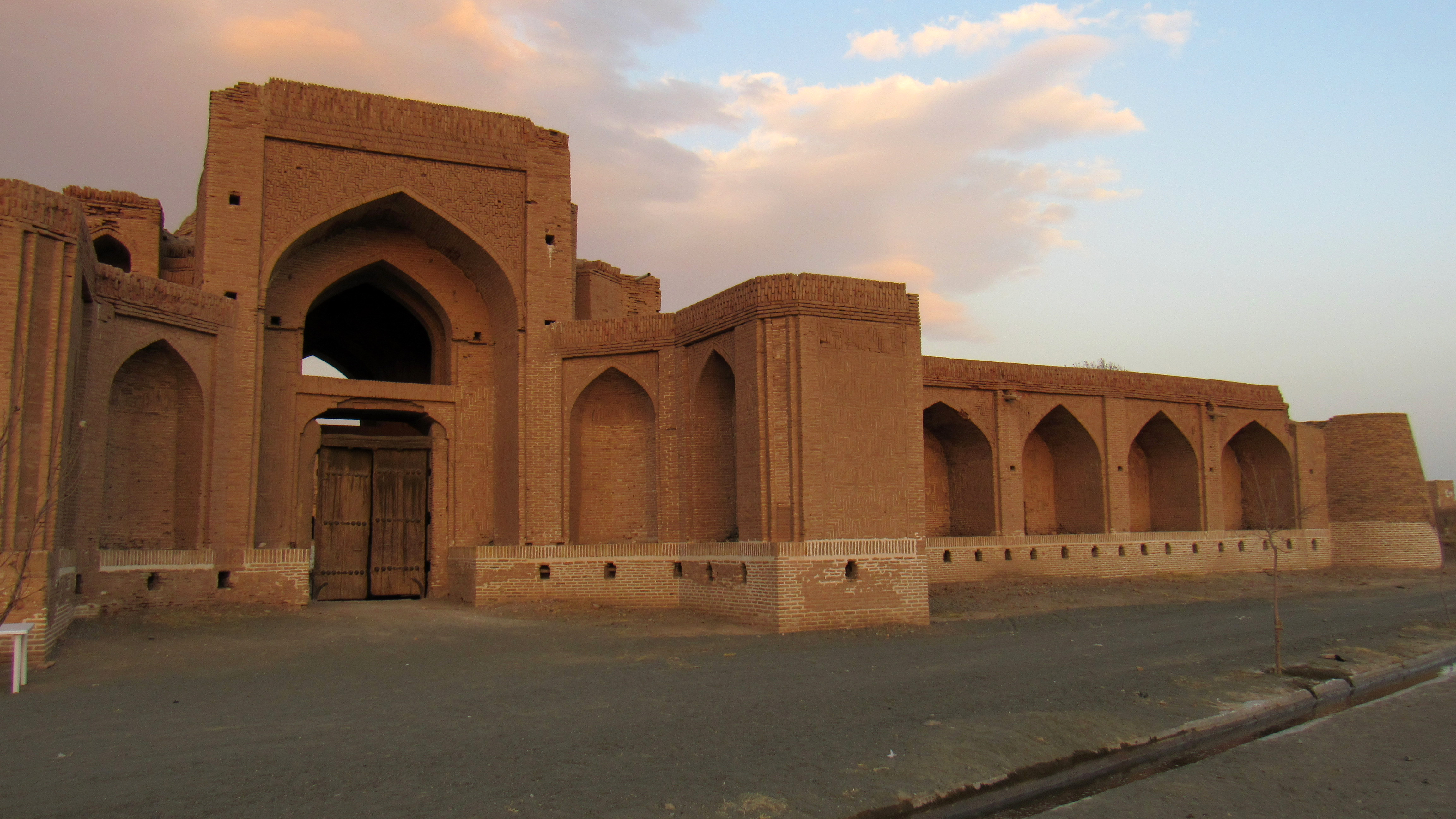
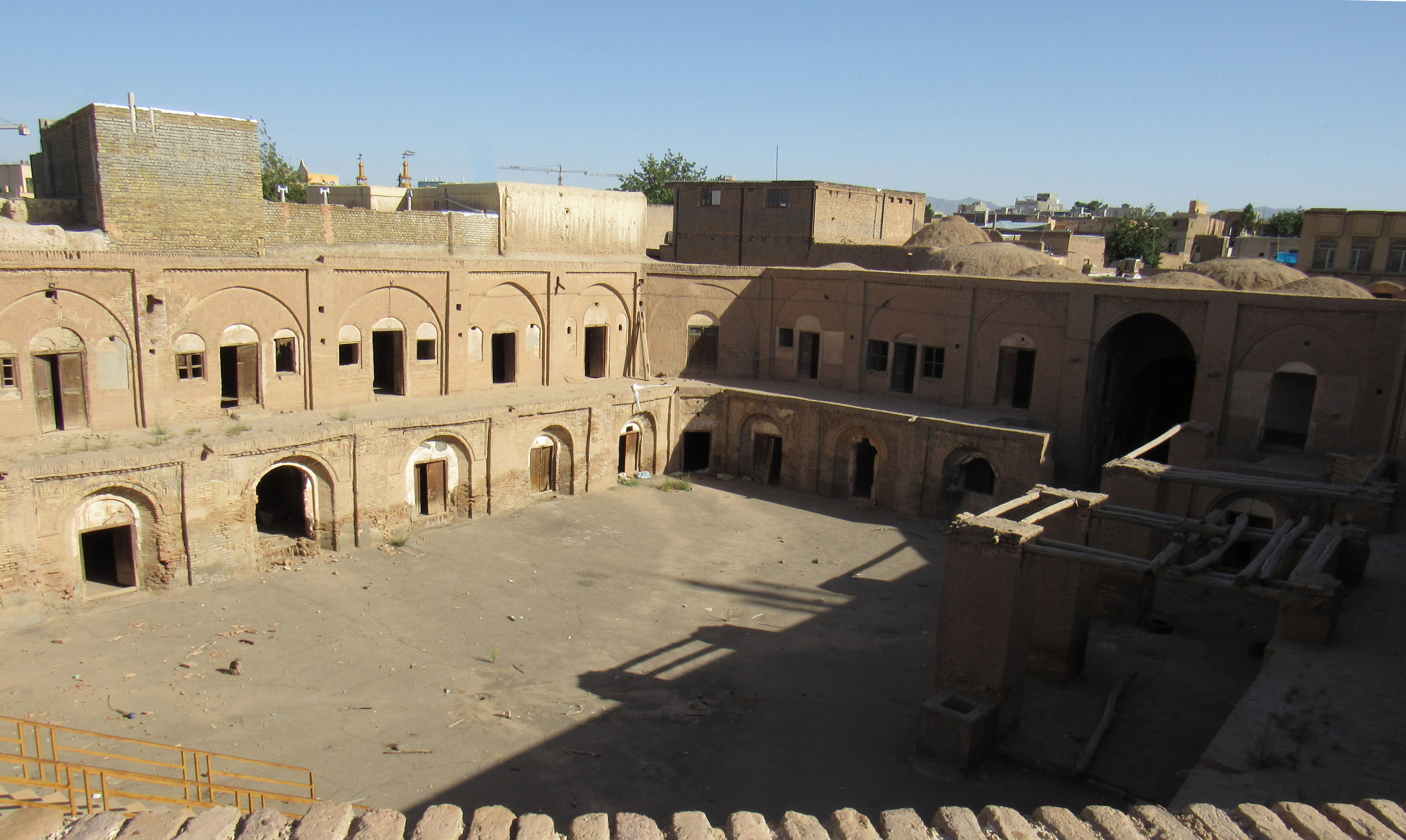
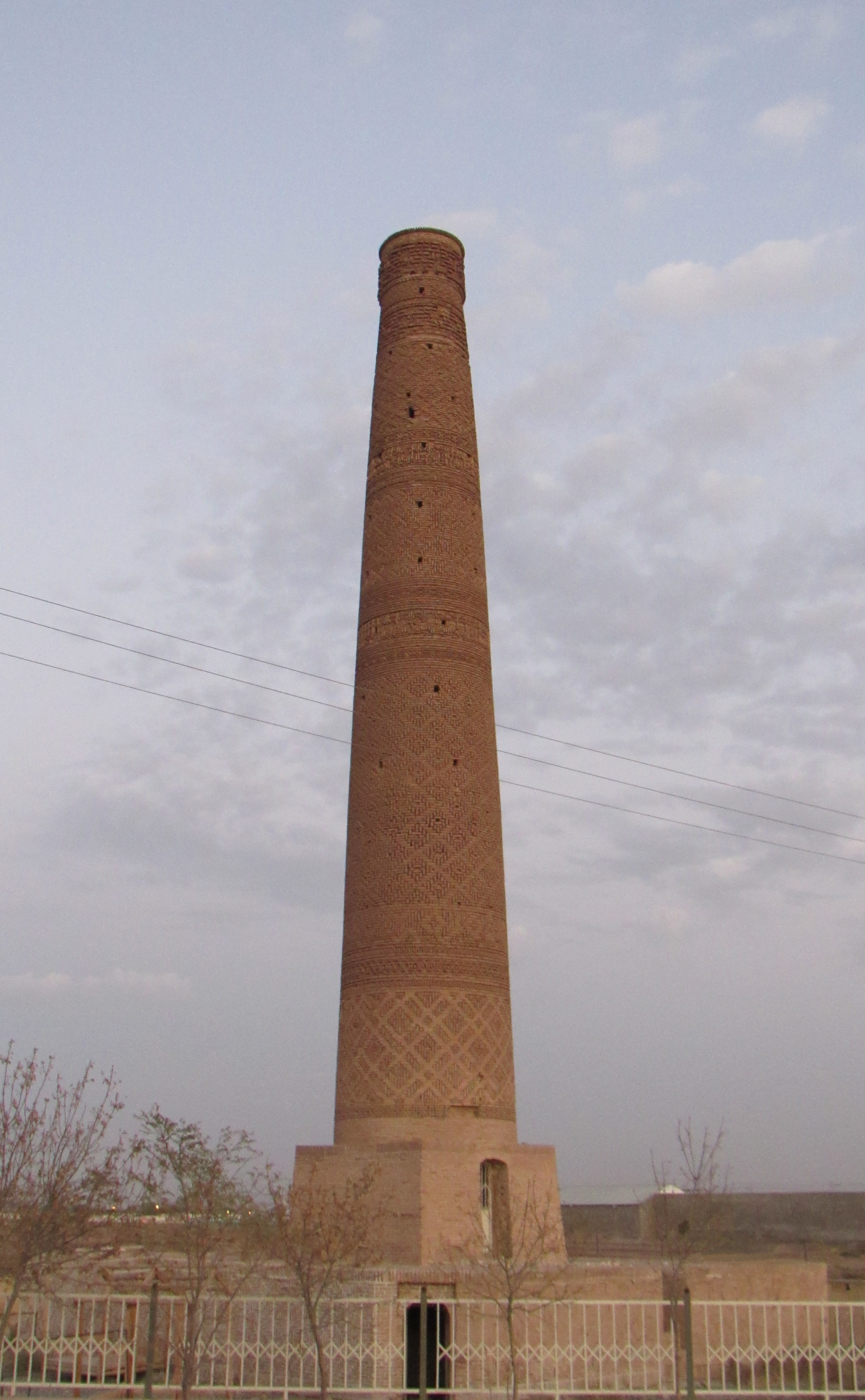
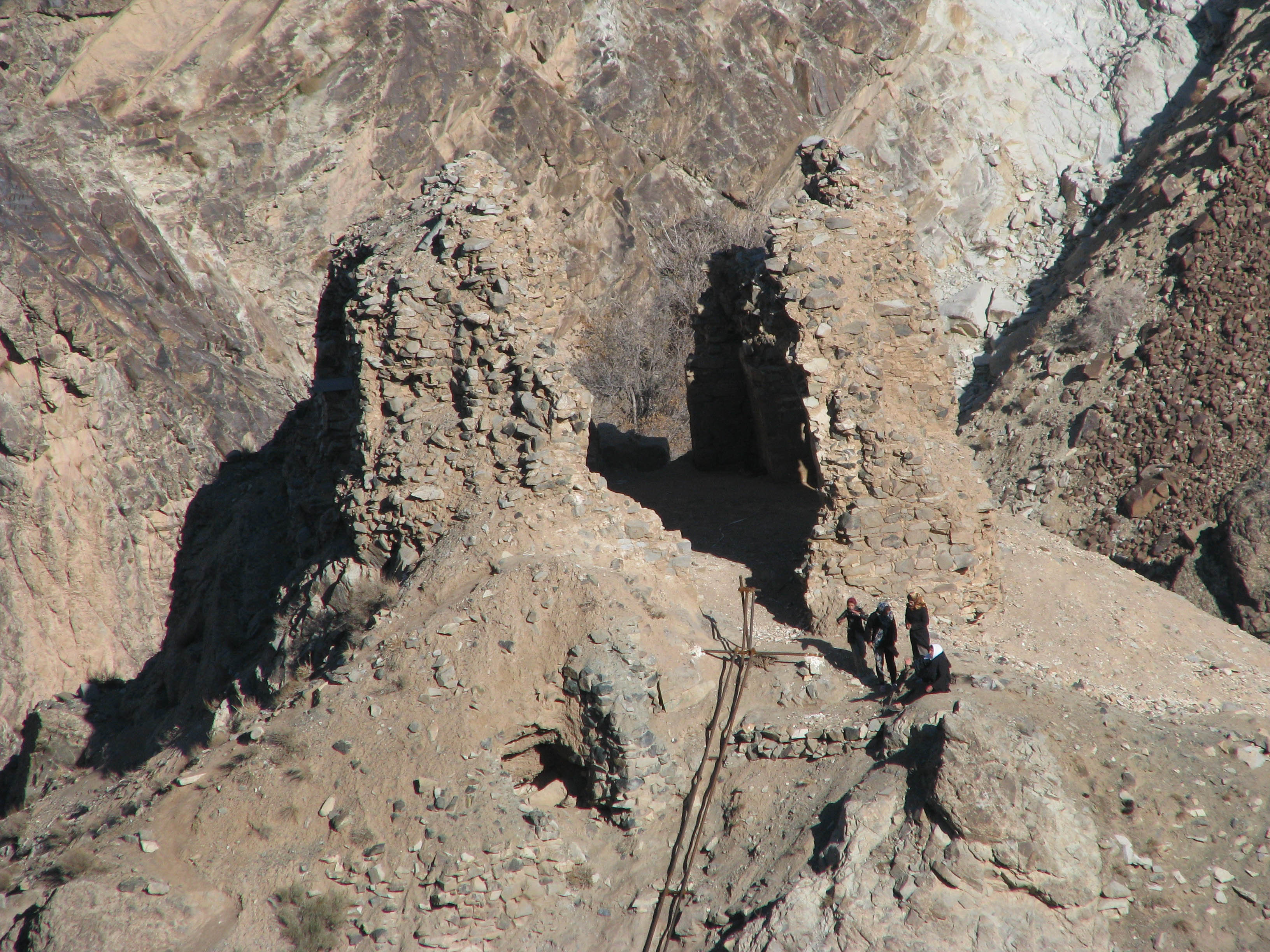